# کورت زیودماک
کورت زیودماک (آلمانی: Curt Siodmak؛ ۱۰ اوت ۱۹۰۲ – ۲ سپتامبر ۲۰۰۰) فیلم‌نامه‌نویس و کارگردان اهل آلمان بود. از جمله فیلم‌هایی که او کارگردانی کرده است، می‌توان به مردم در روز یکشنبه، عشق جنگلی او و کشتی راهنما اشاره کرد.